# Stefan Abadzhiev
Stefan Abadzhiev (Sófia, 3 de julho de 1934 – 13 de março de 2024) foi um futebolista búlgaro que atuou como meia-atacante.

## Carreira
Abadzhiev jogou pelo Levski Sofia de 1953 a 1968, com o qual conquistou três campeonatos nacionais (1953, 1965 e 1968) e quatro Copas da Bulgária (1956, 1957, 1959 e 1967). Fez parte do elenco da Seleção Búlgara na Copa do Mundo de 1966.

## Morte
Abadzhiev morreu em 13 de março de 2024, aos 89 anos.

## Títulos
- Liga Profissional Búlgara de Futebol A (3): 1953, 1965, 1968[1]
- Copa da Bulgária (4): 1956, 1957, 1959, 1967[1]